# Денищик, Олег
Олег Денищик (бел. Алег Дзянішчык; род. 10 ноября 1969) — советский и белорусский легкоатлет, специалист по тройному прыжку. Выступал за сборные СССР и Белоруссии по лёгкой атлетике в начале 1990-х годов, победитель и призёр первенств национального значения, участник чемпионатов мира 1991 года в Токио и 1993 года в Штутгарте.

## Биография
Олег Денищик родился 10 ноября 1969 года.
Занимался лёгкой атлетикой в городе Барановичи Брестской области, проходил подготовку в местной Специализированной детско-юношеской школе олимпийского резерва № 2 под руководством заслуженного тренера Белорусской ССР Артура Александровича Бакланова.
Впервые заявил о себе на взрослом всесоюзном уровне в сезоне 1991 года, когда на чемпионате страны в рамках X летней Спартакиады народов СССР в Киеве выиграл серебряную медаль в зачёте тройного прыжка, уступив только краснодарцу Леониду Волошину. Показанный здесь результат 17,53 метра стал его личным рекордом и пятым лучшим результатом мирового сезона. Попав в состав советской сборной, выступил на чемпионате мира в Токио, где с результатом 16,61 в финале закрыл десятку сильнейших.
После распада Советского Союза Денищик ещё в течение некоторого времени оставался действующим спортсменом и продолжал принимать участие в крупнейших международных стартах в составе белорусской национальной сборной. Так, в 1993 году он стал чемпионом Белоруссии в тройном прыжке и отметился выступлением на чемпионате мира в Штутгарте — в финале тройного прыжка показал результат 16,61 метра, расположившись в итоговом протоколе соревнований на 13-й строке.